# Guo Weiyang
Guo Weiyang (chinesisch 郭伟阳, Pinyin Guō Weǐyáng; * 1. Februar 1988 in Guangdong) ist ein ehemaliger chinesischer Kunstturner.

## Karriere
Guo gehörte ab 2001 zur chinesischen Nationalmannschaft. Bei der Universiade 2007 in Bangkok gewann er insgesamt vier Medaillen: Gold am Barren sowie Silber im Einzelmehrkampf, am Reck und im Mannschaftsmehrkampf.
Zwischen 2010 und 2012 wurde Guo dreimal chinesischer Meister im Einzelmehrkampf. Bei den Olympischen Spielen 2012 in London gewann er mit der chinesischen Mannschaft die Goldmedaille im Mannschaftsmehrkampf. Im Einzelmehrkampf belegte er in der Qualifikation Rang 29 und verpasste damit das Finale.